# Henry Gardinn
Henry Gardinn, död 1605, var en man från Limburg som avrättades för att vara en trollkarl och varulv. 
Gardinn anklagades för att ha förvandlat sig till en varulv tillsammans med två andra män, varav en var Jan Le Loup. Han avlade en bekännelse om att de hade mördat och ätit upp ett barn i vargskepnad. Han dömdes som skyldig och brändes levande på bål. Le Loup lämnade trakten men arresterades 1607 och blev då också avrättad.     
Henry Gardinn användes som förebild för en varulv i seriealbumet Finn och Fiffi.